# Team Worldstream-Corendon
Team Worldstream-Corendon, tot oktober 2021 Team Worldstream en daarvoor Team NXTGEN, was een Nederlandse schaatsploeg onder leiding van coach Rutger Tijssen, Kosta Poltavets en assistent-trainer Daniel Greig.

## Ontstaan
Het schaatsteam is eerder ontstaan toen in voorbereiding op schaatsseizoen 2018/2019. Verweij geen ploeg kon vinden evenals de (buitenlandse) schaatsers die onder zijn hoede individueel door zijn gaan trainen. In 2019/2020 trainen zowel Verweij als Leerdam bij Team Reggeborgh, maar na afloop werd hun beider contract ontbonden. In aanloop naar seizoen 2020/2021 ontstond er een schaatsploeg onder leiding van Poltavets met vooralsnog het schaatsduo Verweij en Leerdam. In augustus 2020 werd er een sponsor gevonden; Worldstream. Op 20 oktober 2021 keerde na vijf jaar Corendon terug in de schaatssport, als co-sponsor. Verweij hield al die tijd nauwe contacten met topman Atilay Uslu toen hij als atleet verbonden was aan Team Corendon.
Na afloop van seizoen 2021-2022 werd het team opgeheven nadat boegbeeld Jutta Leerdam getekend had bij Team Jumbo-Visma.

## Teamstructuur
Onderstaand de teamstructuur:
| Stichting Administratiekantoor NXTGEN |  |
|                                       |  |
| NXTGEN. Marketing B.V.                |  |
|                                       |  |
| NXTGEN. Speed Skating B.V.            |  |

Koen Verweij en Jutta Leerdam zijn de bestuurders van Stichting Administratiekantoor NXTGEN. Koen Verweij is de directeur van de NXTGEN. Marketing B.V. en NXTGEN. Speed Skating B.V.

## Samenstelling

### 2021-2022
De ploeg bestaat dit seizoen uit de rijd(st)ers:
| Vrouwen           | Vrouwen                        | Mannen            | Mannen                        |
| Naam              | Specialisatie                  | Naam              | Specialisatie                 |
| ----------------- | ------------------------------ | ----------------- | ----------------------------- |
| Jutta Leerdam     | 1000 meter, 1500 meter, sprint | Koen Verweij      | 1000 meter, 1500 meter        |
| Isabelle van Elst | 1000 meter, 1500 meter, sprint | Aron Romeijn      | 1000 meter, 1500 meter        |
| Dione Voskamp     | 1000 meter, 1500 meter, sprint | Thomas Geerdinck  | 1500 meter, 5000 meter        |
| Merel Conijn      | 500 meter, 1000 meter, sprint  | Lex Dijkstra      | 1000 meter, 1500 meter        |
| Gioya Lancee      | 1500 meter, massastart         | Cornelius Kersten | 500 meter, 1000 meter, sprint |

### 2018-2019
De ploeg bestond dit seizoen uit de rijd(st)ers:
| Vrouwen        | Vrouwen                        | Mannen              | Mannen                        |
| Naam           | Specialisatie                  | Naam                | Specialisatie                 |
| -------------- | ------------------------------ | ------------------- | ----------------------------- |
| Vanessa Herzog | 1000 meter, 1500 meter, sprint | Daniel Greig        | 500 meter, 1000 meter, sprint |
|                |                                | Mathias Vosté       | 500 meter, 1000 meter, sprint |
|                |                                | Cornelius Kersten   | 1000 meter, 1500 meter        |
|                |                                | Janno Botman        | 500 meter, 1000 meter, sprint |
|                |                                | Bart Mol            | 5000 meter, 10.000 meter      |
|                |                                | Sandor Bence Dékány | 1000 meter, 1500 meter        |

Team Worldstream-Corendon